# Ryssby församling, Allbo-Sunnerbo kontrakt
Ryssby församling är en församling i Ryssby pastorat i Allbo-Sunnerbo kontrakt i Växjö stift och i Ljungby kommun i Kronobergs län.
Församlingskyrkan heter Ryssby kyrka. 

## Administrativ historik
Församlingen har medeltida ursprung.
Församlingen är moderförsamling i pastoratet Ryssby och Tutaryd som 1962 utökades med Agunnaryd.

## Organister och klockare
| Ämbetstid | Namn                   | Levnadstid | Övrigt                |
| --------- | ---------------------- | ---------- | --------------------- |
| 1749      | Erik Isaksson          |            | Klockare              |
| 1750-1778 | Israel Georg Cederberg | 1712-1789  | Klockare              |
| 1786-1837 | Johan Daniel Olsson    | 1760-1837  | Organist och klockare |
| 1838-1865 | Carl Johan Johansson   | 1816-      | Organist och klockare |